# Céline Denat
Pour les articles homonymes, voir Denat.
Céline Denat est une universitaire française spécialiste de philosophie du langage et de philosophie allemande moderne, plus particulièrement de Friedrich Nietzsche. Agrégée de philosophie et maître de conférences à l'Université de Reims, elle est membre du Groupe International de Recherches sur Nietzsche (GIRN) et traductrice.

## Parcours et axes de recherches
En 2006, Céline Denat soutient sa thèse « Histoire et interprétation du corps dans la philosophie de Nietzsche : la recherche d'un "fil conducteur" du texte de Nietzsche »  sous la direction de Patrick Wotling.
Elle a depuis participé à l'organisation de plusieurs colloques internationaux du GIRN sur l'œuvre de Nietzsche, publiés dans la collection « Langage et pensée »  des Éditions et Presses universitaires de Reims (Épure) qu'elle dirige avec Patrick Wotling. Elle rédige avec ce dernier le Dictionnaire Nietzsche qui paraît en 2013 chez Ellipses. Elle propose en 2015 une nouvelle traduction assortie d'une présentation de La Naissance de la tragédie et publie en 2016 Nietzsche. Généalogie d'une pensée, étude chronologique visant à saisir le développement des concepts et thématiques de Nietzsche.
Elle a en outre consacré un ouvrage à Aristote dans la collection "Pas à Pas" d'Ellipses et a dirigé, souvent avec Patrick Wotling, des colloques et recueils consacrés à des sujets divers, tels la philosophie du langage, l'herméneutique ou les rapports entre bouddhisme et philosophie occidentale.

## Publications
- Aristote, Paris, Ellipses, coll. « Pas à Pas », 2010.  (ISBN 978-2-7298-5406-5)
- Nietzsche. Généalogie d’une pensée, Paris, Belin, 2016.  (ISBN 978-2-7011-9152-2)
- Au-delà des textes : la question de l’écriture philosophique, (dir.), Reims, Éditions et Presses Universitaires de Reims (Épure), 2007.  (ISBN 978-2-915271-16-4)
- Dictionnaire Nietzsche, avec Patrick Wotling, Paris, Ellipses, coll. « Dictionnaire », 2013.  (ISBN 978-2-7298-76791)
- avec Patrick Wotling (dir.), Les Langues philosophes, Reims, Épure, coll. « Langage et pensée », 2012 ; Nietzsche. Un art nouveau du discours, Reims, Épure, coll. « Langage et pensée », 2013 ; Les Hétérodoxies de Nietzsche. Lectures du Crépuscule des idoles, Reims, Épure, coll. « Langage et pensée », 2014 ; Le Monde, miroir de la langue ?, Reims, Épure, coll. « Langage et pensée », 2015 ; Aurore, tournant dans l’œuvre de Nietzsche ?, Reims, Épure, coll. « Langage et pensée », 2015[4]; Transferts linguistiques, hybridations culturelles, Reims, Épure, coll. « Langage et pensée », 2015 ; Nietzsche. Les textes sur Wagner, Reims, Épure, coll. « Langage et pensée », 2015[5] ; Langage et pensée dans la philosophie française, Reims, Épure, coll. « Langage et pensée », 2016 ; Nietzsche. Les premiers textes sur les Grecs, Reims, Épure, coll. « Langage et pensée », 2016 ; Humain, trop humain et les débuts de la réforme de la philosophie, Reims, Épure, coll. « Langage et pensée », 2017 ; Les Enjeux de l’herméneutique en Allemagne, et au-delà, Reims, Épure, coll. « Langage et pensée », 2018
- Bouddhisme et philosophie occidentale, avec Claire Maitrot-Tapprest et Patrick Wotling (dir.), Reims, Épure, coll. « Langage et pensée », 2017
- Les Logiques du discours philosophique en Allemagne de Kant à Nietzsche, avec Alexandre Fillon et Patrick Wotling (dir.), Reims, Épure, coll. « Langage et pensée », 2019
- Nietzsche, pensatore della politica ? Nietzsche, pensatore del sociale ? / Nietzsche, penseur de la politique ? Nietzsche, penseur du social ?, avec Chiara Piazzesi (dir.), Pisa, Edizioni ETS, 2017
- Traduction et présentation de Friedrich Nietzsche, La Naissance de la tragédie, Paris, Flammarion, coll. « GF », 2015.  (ISBN 978-2-0812-6097-9)